# Eric Sigfrid Persson (konstnär)
Eric Sigfrid Persson, född 7 september 1906 i Malmö S:t Pauli församling, död 11 januari 1981 i Möllevångens församling, var en svensk  målare och tecknare.
Han var son till bryggeriarbetaren Oscar Sigfrid Persson och Sigrid Karolina Larsson och från 1932 gift med Dagny Wiola Theresia Holgersson. Persson studerade vid Skånska målarskolan i Malmö 1942 och för Sigurd Wandel vid Det Kongelige Danske Kunstakademi i Köpenhamn samt under studieresor till bland annat Frankrike, Belgien och Italien. Separat ställde han bland annat ut på Svartbrödraklostret i Lund 1947 och på Malmö rådhus 1950. Han medverkade i samlingsutställningar med Skånes konstförening, Östgöta konstförening och Helsingborgs konstförening. Hans konst består av figursaker, folkliga motiv med en humoristisk betoning och landskapsmålningar utförda i akvarell, pastell eller olja. Som tecknare och illustratör medverkade han i Skånska Dagbladet. Persson är gravsatt i minneslunden på Sankt Pauli mellersta kyrkogård i Malmö.